# Coelorachis rugosa
Coelorachis rugosa là một loài thực vật có hoa trong họ Hòa thảo. Loài này được (Nutt.) Nash mô tả khoa học đầu tiên năm 1909.